# John Morales
Juan « John » Morales Tricoche, né le 24 février 1939, à New York, aux États-Unis, est un ancien joueur portoricain de basket-ball.